# Вишнёвый сад
«Вишнёвый сад» — пьеса в четырёх действиях Антона Павловича Чехова, жанр которой сам автор определил как комедия. Пьеса задумана в 1901 году, написана с 17 марта по 26 сентября 1903 года. Чехов передал рукопись пьесы для ознакомления труппе Московского Художественного театра. Здесь пьеса и была впервые поставлена на сцене 17 января 1904 года. Успех был ошеломляющим. 17 января 1904 года отмечали четвертьвековой юбилей деятельности А. П. Чехова. В. И. Немирович-Данченко и К. С. Станиславский под овации зала МХТ приветствовали Чехова как театрального драматурга, находившегося на премьере спектакля.
«Вишнёвый сад» — одно из самых известных произведений Чехова и одна из самых известных русских пьес, написанных в то время. Последняя чеховская пьеса из «Ялтинских», после «Иванова», «Чайки», «Дяди Вани» и «Трёх сестёр».

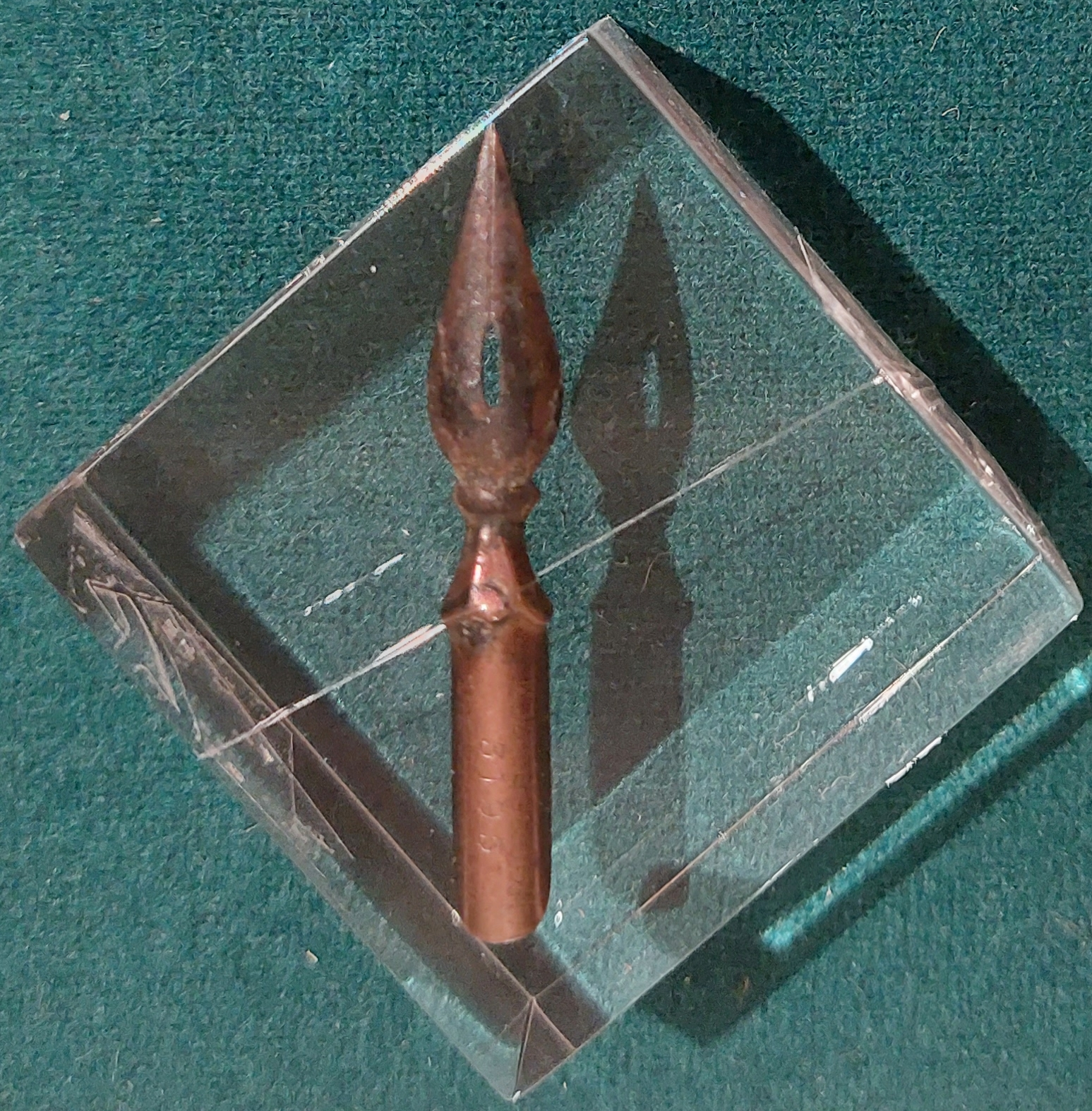
Перо А. П. Чехова, которым была написана пьеса «Вишнёвый сад»

## История создания
«Вишнёвый сад» — последняя пьеса Чехова, завершённая на пороге первой русской революции, за год до его ранней смерти. Замысел пьесы возник у Чехова в начале 1901 года. Пьеса была закончена 26 сентября 1903 года.

### Появление названия
К. С. Станиславский в своих воспоминаниях об А. П. Чехове писал:

«Послушайте, я же нашёл чудесное название для пьесы. Чудесное!» — объявил он, смотря на меня в упор. «Какое?» — заволновался я. «Ви́шневый сад», — и он закатился радостным смехом. Я не понял причины его радости и не нашёл ничего особенного в названии. Однако, чтоб не огорчить Антона Павловича, пришлось сделать вид, что его открытие произвело на меня впечатление… Вместо объяснения Антон Павлович начал повторять на разные лады, со всевозможными интонациями и звуковой окраской: «Ви́шневый сад. Послушайте, это чудесное название! Ви́шневый сад. Ви́шневый!»… После этого свидания прошло несколько дней или неделя… Как-то во время спектакля он зашёл ко мне в уборную и с торжественной улыбкой присел к моему столу. Чехов любил смотреть, как мы готовимся к спектаклю. Он так внимательно следил за нашим гримом, что по его лицу можно было угадывать, удачно или неудачно кладёшь на лицо краску. «Послушайте, не Ви́шневый, а Вишнёвый сад», — объявил он и закатился смехом. В первую минуту я даже не понял, о чём идет речь, но Антон Павлович продолжал смаковать название пьесы, напирая на нежный звук ё в слове «Вишнёвый», точно стараясь с его помощью обласкать прежнюю красивую, но теперь ненужную жизнь, которую он со слезами разрушал в своей пьесе. На этот раз я понял тонкость: «Ви́шневый сад» — это деловой, коммерческий сад, приносящий доход. Такой сад нужен и теперь. Но «Вишнёвый сад» дохода не приносит, он хранит в себе и в своей цветущей белизне поэзию былой барской жизни. Такой сад растёт и цветёт для прихоти, для глаз избалованных эстетов. Жаль уничтожать его, а надо, так как процесс экономического развития страны требует этого.

## Действующие лица
- Любовь Андреевна Раневская — помещица
- Аня — её дочь, 17 лет
- Варя — её приёмная дочь, 24 года.
- Леонид Андреевич Гаев — брат Раневской, 51 год
- Ермолай Алексеевич Лопахин — купец, примерно на 6 лет младше Раневской
- Пётр Сергеевич Трофимов — студент, 26 лет
- Борис Борисович Симеонов-Пищик — помещик
- Шарлотта Ивановна — гувернантка
- Семён Пантелеевич Епиходов — конторщик
- Дуняша — горничная
- Фирс — лакей, старик 87 лет
- Яша — молодой лакей
- Прохожий
- Начальник станции
- Почтовый чиновник
- Гости
- Прислуга.

Действие происходит в имении Раневской.

## Сюжет

### Первое действие
Майское утро, цветут вишни. Помещица Любовь Андреевна Раневская после пяти лет жизни с любовником во Франции вернулась в Россию. С ней вернулась и гостившая у неё в Париже дочь Аня. На станции их встретили старший брат Раневской Леонид Андреевич Гаев и её приёмная дочь Варя.
Имение Раневской площадью 1100 га заложено в банке, ссуду Раневская потратила, проценты по закладной давно не платит, поэтому банк выставил всю её недвижимость, включая и очень большой вишневый сад, на аукцион, который назначен на 22 августа. Внук бывшего крепостного Гаевых, ныне богатый купец Лопахин, боготворящий Раневскую за то, что 20 лет назад она пожалела его после побоев его отца, предложил для решения её финансовых проблем разбить вишневый сад и землю по реке на участки размером в 1 га, чтобы отдавать их в аренду дачникам за 25 рублей в год за десятину. Любовь Андреевна и Гаев против его проекта: Раневская не может представить, как можно вырубить вишнёвый сад, где жили её предки, выросла она сама, где умер её муж и утонул её сын Гриша. Гаев рассчитывает одолжить денег на уплату процентов банку у знакомых в городе и получить деньги от богатой ярославской бабушки, полагая, что сестра, со своей стороны, займёт денег у Лопахина.

### Второе действие.
Июньский вечер. Действие происходит на природе, в красивом уголке имения. Лопахин продолжает настаивать на своём плане как на единственно верном, Гаев и Раневская его не слушают. Звучит монолог Раневской, которая считает, что угроза имению возникла из-за её грехов. Появляются Петя Трофимов с Аней и Варей. Петя рассуждает о жизни в России, резко критикует поведение интеллигенции и призывает не рассуждать, а работать и помогать тем, кто ищет истину. Лопахин говорит, что все проблемы России из-за того, что очень мало порядочных людей. Оставшись наедине с Аней, Трофимов убеждает её, что вишневый сад, который она так любит, на самом деле символ насилия дворян-крепостников над бесправными крестьянами. Он призывает её «бросить ключи от хозяйства в колодец» и быть «свободной как ветер». Аня говорит, что больше не любит вишневый сад и клянется уйти из родного дома.

### Третье действие
22 августа. Гаев и Лопахин уехали на торги в город, а Раневская устроила в имении бал. Гувернантка Шарлотта Ивановна развлекает гостей фокусами с картами и чревовещанием. Любовь Андреевна ждёт вестей из города. Наконец, Гаев и Лопахин приезжают, и Лопахин объявляет, что он купил имение, заплатив сверх долга банку 90 тыс. руб (эти деньги по закону достаются Раневской). Раневская поражена горем. Лопахин торжествует. В своём финальном монологе он радуется, что купил имение, где его дед и отец были рабами и одновременно сочувствует Раневской и говорит: «… Скорее бы изменилась как-нибудь наша нескладная, несчастливая жизнь». В финале действия Аня утешает Раневскую и говорит, что они посадят новый сад, лучше прежнего.

### Четвёртое действие
Октябрь. Солнечный день. Все разъезжаются. Раневская возвращается в Париж к любовнику, где будет жить на деньги, которые прислала Ане ярославская бабушка. Гаев уезжает в город, где станет членом правления банка с генеральской зарплатой. Аня планирует подготовиться к экзамену в гимназии, устроиться на работу и помогать матери. Варя нанялась в экономки к неким Рагулиным в 70 километрах от имения. Трофимов уезжает в Москву в университет. В доме остаётся запертым больной Фирс, которого по халатности лакея Яши не отправили в больницу. В имении остаются также конторщик Епиходов по прозвищу «двадцать два несчастья», которого Лопахин нанял управляющим, и возлюбленная Епиходова горничная Дуняша. Пьеса заканчивается стуком топоров, рубящих вишнёвые деревья, и звуком порванной струны.

## Критика
И. А. Бунин в своих воспоминаниях об А. П. Чехове писал в «Автобиографических заметках»: 

«…ибо, вопреки Чехову, нигде не было в России садов сплошь вишнёвых: в помещичьих садах бывали только части садов, иногда даже очень пространные, где росли вишни, и нигде эти части не могли быть, опять-таки вопреки Чехову, как раз возле господского дома, и ничего чудесного не было и нет в вишнёвых деревьях, совсем некрасивых, как известно, корявых, с мелкой листвой, с мелкими цветочками в пору цветения (вовсе непохожими на то, что так крупно, роскошно цветёт как раз под самыми окнами господского дома в Художественном театре); совсем невероятно к тому же, что Лопахин приказал рубить эти доходные деревья с таким глупым нетерпением, не давши их бывшей владелице даже выехать из дому: рубить так поспешно понадобилось Лопахину, очевидно лишь затем, что Чехов хотел дать возможность зрителям Художественного театра услыхать стук топоров, воочию увидеть гибель дворянской жизни, а Фирсу сказать под занавес: „Человека забыли…“ Этот Фирс довольно правдоподобен, но единственно потому, что тип старого барского слуги уже сто раз был написан до Чехова. Остальное, повторяю, просто несносно. Чехов не знал усадеб, не было таких садов».
В статье «Вишнёвый cash», опубликованной в 2013 году в еженедельном экономическом журнале «Коммерсантъ-Деньги», Елена Чиркова подвергла пьесу экономическому анализу, поставив целью выяснить, почему и насколько Любовь Раневская продешевила, продавая поместье. По мнению автора статьи, Раневская понимала, на что шла, но «трубный зов» оказался сильнее экономического интереса. Чиркова приходит к выводу, что «Лопахин рубил столь поспешно, чтобы звук топора услышала отъезжающая Раневская».

## Художественные особенности
Пьеса — характерное для Чехова сочетание комического и трагического.
Вокруг диалогов в пьесе более 115 лет идут споры: подавляющее большинство утверждает, что чаще всего реплики персонажей не являются последовательными ответами на заданные до этого вопросы, а воспроизводят беспорядочный разговор. По этой версии, так Чехов стремился не только приблизить диалоги героев к разговорному стилю речи, но и подчеркнуть, что герои не слушают и не слышат друг друга, это «разговор глухих». Такой подход привёл к утверждениям, что Чехов явился родоначальником литературы абсурда. Оппоненты этой версии утверждают, что диалоги у Чехова написаны как в обычной драме, а театру нужно только точно выстроить действие и найти верные подтексты.

## Толкования «Вишнёвого сада»
Существует великое множество толкований пьесы. Согласно одному из них, главным героем произведения является не персонаж, а образ вишнёвого сада — символ дворянской России. По этой версии, гибель вишнёвого сада символизирует распад дворянских гнёзд, гибель старой России Раневских и Гаевых. Предполагается, что Чехов предвидел революционные потрясения, до которых он не дожил.
Театральный критик Александр Кугель, смотревший «Вишнёвый сад» в день премьеры в МХТ 17 января 1904 года и несколько раз после этого, написал: «Вся пьеса проникнута ироническо-грустной улыбкой над самим собой. Она ничего не ждёт от жизни. Всему приходит конец. „22‑го торги“. Тень, бросаемая концом, огромна и непроницаема. Но люди всё-таки живут и стараются что-то сделать. И потому отношение к ним зависит от того, насколько они чувствуют свой тлен и ничтожество. Грубые люди бодрее других и больше поглощены реальной жизнью. Люди с нежной душой унылее и стараются избегать прикосновений действительности. В сущности, все обитатели „вишневого сада“ — дети, и поступки их — ребяческие. Серьёзно на них смотреть нельзя, а следует смотреть покровительственно… .»
Советский режиссёр Анатолий Эфрос толковал пьесу иначе: «Жизнь как вихрь, а люди не успевают за этим вихрем. Мы слабее этого вихря, которому название время».
Итальянский режиссёр Джорджо Стрелер говорил: «„Вишнёвый сад“ — не реалистическая комедия и не драма, а история из человеческой жизни, не укладывающаяся в один определённый художественный замысел».
Английский режиссёр Питер Брук сказал: «Когда мы репетировали „Вишнёвый сад“, я не собирался создавать нечто революционное или иконоборческое. Главным был поиск правды этой пьесы».
Советский и российский режиссёр Адольф Шапиро видит пьесу по-своему: "Последняя пьеса Чехова сконцентрировала в себе взгляд уходящего человека, бесконечно любящего этот мир, взгляд сверху. Автор не рядом с персонажем, он — над ним. Он видит и смешное, и грустное, и печальное, и нелепое, и дурацкое. Чехов весь на пограничье чувств, на стыке комедии и трагедии, векового и будничного, каждодневного и вечного. "
По мнению российского режиссёра Владимира Мирзоева, «Вишнёвый сад» — это пьеса обвала, трагикомического финала, когда прошлая эпоха и сросшиеся с ней люди вынуждены сойти со сцены, «торопливо сбежать на цыпочках».

## Пьеса «без действия, конфликта и событий»
В советском литературоведении оценка драматургии Чехова основывалась на концепции, согласно которой в пьесах Чехова «нет виноватых, стало быть и нет прямых противников. Нет прямых противников, нет и не может быть борьбы». Автор этой концепции — советский литературовед А. П. Скафтымов, опубликовавший свои работы о Чехове главным образом к 1946—1948 годам. Долгие годы критическая мысль о драматургии Чехова в СССР двигалась в этом направлении. Скафтымов писал, что поскольку в пьесе «Иванов» нет конкретных носителей зла, явных виновников бед и несчастий, сваливающихся на героя, его губит «общее сложение условий, притупивших его волю, поселивших в его душе безверие и чувство беспросветности». То есть Иванов — «жертва действительности». Вывод Скафтымова: движение в пьесах Чехова выражается не в активных действиях героев, поскольку они бесполезны, и не на событиях, что Чехов изображает «хроническую неустроенность», «будничное страдание своих героев». Один из последователей Скафтымова сформулировал этот подход так: у Чехова «драма постепенно проступает сквозь обыденное, вялое течение жизни, сквозь привычный ход разладившегося существования». «В бытовом течении жизни, в обычном самочувствии, когда ничего не случается, Чехов увидел совершающуюся драму жизни».

Этот подход раскритиковал другой советский литературовед Б. Р. Костелянец. В своей работе «Чеховские катастрофы» он пишет:
Действительно ли в пьесах Чехова ничего не случается? Действительно ли они обращены к «наиболее постоянному» в жизни, к её бытовому течению? Разве ничего не случается в «Иванове» или «Чайке»? Разве в «Дяде Ване» или «Вишнёвом саде» нам показывают обыденное, «вялое» существование?

…Можно ли называть «вялыми» ситуации Иванова, Треплева, Заречной, Маши Прозоровой, Вершинина, Ивана Войницкого, Раневской? Разве действие в этих пьесах «ориентируется» на то, что в жизни бывает наиболее постоянного? Разве Треплев ежедневно показывает Аркадиной новую пьесу? А профессор Серебряков постоянно твердит о своем желании продать имение? Разве он не вторгается в жизнь Ивана Войницкого катастрофически? А Раневская? Она ведь появляется из Парижа после многолетнего отсутствия, а «постоянной жизни» её имения до момента наступающей там катастрофы Чехов нам ведь впрямую не показывает, о ней мы можем лишь догадываться.
Его поддерживает ученик Георгия Товстоногова режиссёр Виктор Ткаченко в своей статье «Был ли „Вишнёвый сад“ обречен?»:
Утверждение, что драматизм пьес Чехова определяют «не события, не исключительно сложившиеся обстоятельства» не соответствует истине. Взять, например, «Вишнёвый сад». Возвращение в дом хозяйки после многолетнего отсутствия; в прошлом — измена и смерть её спившегося и разорившегося мужа и гибель семилетнего сына, побег за границу, разорение; известие о том, что любимый сад, дом и все огромное родовое имение скоро может быть продано за долги; неустроенные судьбы двух любимых дочерей; покупка имения сыном их крепостного; вырубка сада; сломанный уклад жизни — это ли «не события, не исключительно сложившиеся обстоятельства»? Разве в «Вишнёвом саде» и других пьесах Чехов не следует неукоснительно аристотелевским законам драмы, показывая героев в пограничной, катастрофической ситуации, но никак не в «обычном, повседневном бытовом состоянии»? Таким образом, основная посылка теории о бездейственности пьес Чехова — отсутствие в них острых драматических обстоятельств и событий — неверна.

## «Вишнёвый сад» в советской школе
В советской школе литература была идеологическим предметом, поэтому все произведения, которые не были запрещены в СССР, были истолкованы в соответствии с коммунистической идеологией. Другие толкования не допускались. Типичный пример такого толкования «Вишнёвого сада»- в учебнике литературы, выпущенном издательством «Просвещение» в 1965 году под редакцией А. А. Зерчанинова и Д. Я. Райхина: 
В пьесе поставлены три темы. Основная из них — гибель дворянского гнезда в результате распада экономики и психики дворянства. Характеры и настроения уходящего с исторической сцены дворянства воплощены в пьесе в образах Раневской, Гаева, Симеонова-Пищика. Гибель дворянского класса была исторически закономерна. Остатки феодально-дворянскоrо строя и быта должны были неминуемо рухнуть под напором капитализма. На смену Раневским и Гаевым явилась новая общественная сила — буржуазия, воплощённая в пьесе в образе предприимчивого купца-промышленника Лопахина. Победа Лопахина над Гаевым и Раневской — вторая тема пьесы. Но торжество Лопахиных могло быть только временным. Чехов видел, что на арене общественной жизни появилась ещё одна социальная сила, вступившая в борьбу с буржуазией. Как развернётся эта борьба, автору было неясно. Но Чехов знал, что это будет борьба во имя счастливого будущего народа. В образах Трофимова и Ани и представлена Россия будущего. Это третья тема пьесы. Идейное содержание «Вишнёвого сада», таким образом, широко и значительно. Положив в основу сюжета обыкновенный и незначительный жизненный факт — продажу запущенной дворянской усадьбы, Чехов осветил в своей пьесе судьбу трёх общественных групп: дворян, буржуазии и передовой интеллигенции.

## Театральные постановки

### Первая постановка в МХТ
- 17 января 1904 года состоялась премьера пьесы в Московском художественном театре. Режиссёры Станиславский и Немирович-Данченко, художник В. А. Симов[12].

В ролях:
- О. Л. Книппер-Чехова — Раневская

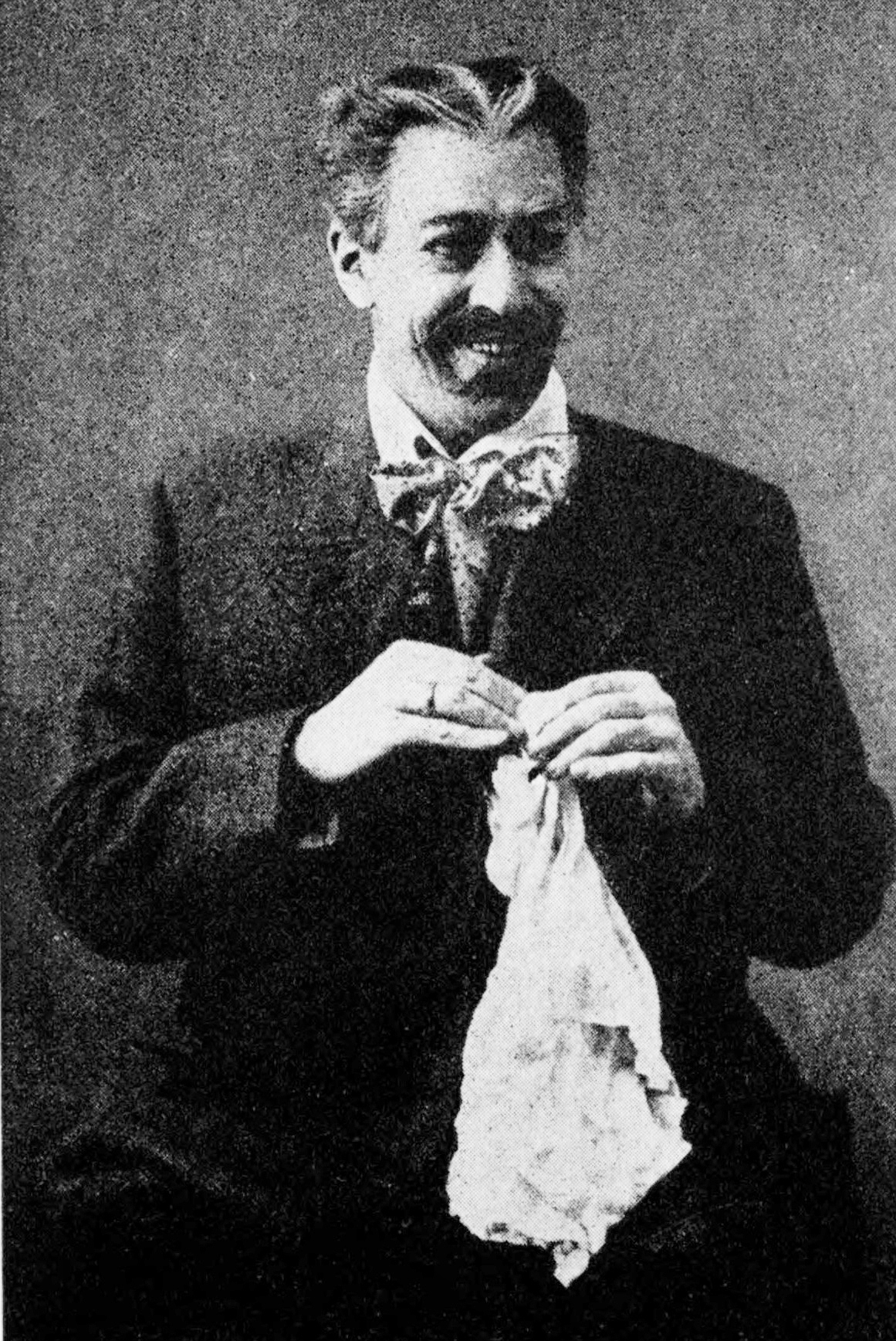
Станиславский в роли Гаева

- М. П. Лилина — Аня. Сам Чехов не придавал этой роли большого значения. В письме к Немировичу-Данченко он писал: «Аню может играть кто угодно, хотя бы совсем неизвестная актриса, лишь бы была молода, и походила на девочку, и говорила бы молодым, звонким голосом»[13].
- М. Ф. Андреева — Варя
- К. С. Станиславский — Гаев. Чехов видел Станиславского как в роли Гаева[14], так и в роли Лопахина, сам К. С. Станиславский также был не прочь исполнить роль Лопахина, но, решив, что роли простых людей ему удаются плохо, предпочёл роль Гаева[13].
- Л. М. Леонидов — Лопахин. Роль Лопахина — центральная в пьесе, именно поэтому драматург был озабочен тем, кто будет играть Лопахина в том случае, если Константин Сергеевич Станиславский предпочтёт роль Гаева: «Станиславский будет очень хороший и оригинальный Гаев, но кто же тогда будет играть Лопахина? Ведь роль Лопахина центральная. Если она не удастся, то, значит, и пьеса вся провалится. Лопахина надо играть не крикуну, не надо, чтобы он непременно был купец»[15].
- В. И. Качалов — Трофимов
- В. Ф. Грибунин — Симеонов-Пищик
- Е. П. Муратова[англ.] — Шарлотта Ивановна. В том же письме: «Помяловой, конечно, нельзя отдавать, Муратова будет, быть может, хороша, но не смешна. Эта роль г-жи Книппер»[13].
- И. М. Москвин — Епиходов
- С. В. Халютина — Дуняша
- А. Р. Артём — Фирс. В письме автора напротив Фирса стоит короткая и ёмкая запись — Артём[13].
- Н. Г. Александров — Яша[16].

### Постановки в досоветской России

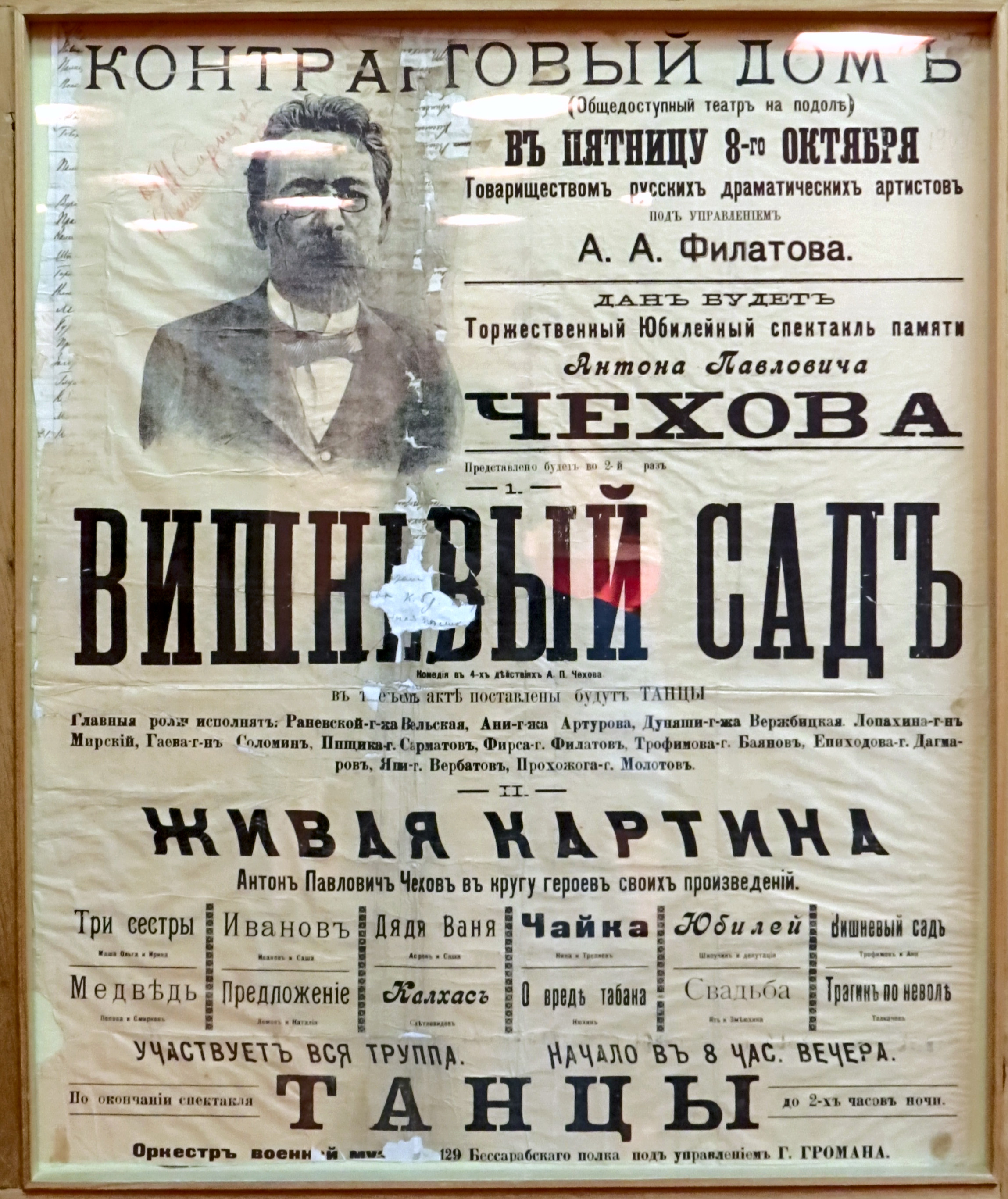
Афиша спектакля в Киеве (1904?)

- Одновременно с Художественным театром, 17 января 1904 года, в Харьковском театре Дюковой (реж. Песоцкий и Александров; Раневская — Ильнарская, Лопахин — Павленков, Трофимов — Нерадовский, Симеонов-Пищик — Б. С. Борисов, Шарлотта Ивановна — Милич, Епиходов — Колобов, Фирс — Глюске-Добровольский).
- Товарищество Новой драмы (Херсон, 1904; режиссёр и исполнитель роли Трофимова — В. Э. Мейерхольд)
- Александринский театр (1905; режиссёр Озаровский, худ. Константин Коровин; возобновлён в 1915; режиссёр А. Н. Лаврентьев)
- Петербургский Общедоступный театр и Передвижной театр под рук. П. П. Гайдебурова и Н. Ф. Скарской (1907 и 1908, режиссёр и исполнитель роли Трофимова — П. П. Гайдебуров)
- Киевский театр Соловцова (1904)
- Виленский театр (1904)
- Петербургский Малый театр (1910)
- Харьковский театр (1910, реж. Синельников)
- и др. театры.

Среди исполнителей пьесы: Гаев — Далматов, Раневская — Мичурина-Самойлова, Лопахин — Ходотов, Симеонов-Пищик — Варламов.

### СССР

#### Постановка во МХАТ в 1958 году
- 17 апреля 1958 год во МХАТе была осуществлена новая постановка пьесы (реж. В. Я. Станицын, худ. Л. Н. Силич).

- На сцене Художественного театра (где пьеса прошла в 1904—1959 гг. 1273 раза) в разное время были заняты: А. К. Тарасова, О. Н. Андровская, В. Н. Попова (Раневская); Л. М. Коренева, Тарасова, А. И. Степанова, А. М. Комолова, И. П. Гошева (Аня); Н. Н. Литовцева, М. Г. Савицкая, О. И. Пыжова, Н. В. Тихомирова (Варя); В. В. Лужский, В. И. Качалов, Н. А. Подгорный, В. Л. Ершов, В. И. Соснин, П. В. Массальский (Гаев); Н. П. Баталов, Н. О. Массалитинов, Б. Г. Добронравов, С. К. Блинников, А. В. Жильцов (Лопахин); И. Н. Берсенев, Подгорный, В. А. Орлов, С. Г. Яров (Трофимов); М. Н. Кедров, В. В. Готовцев, Л. А. Волков (Симеонов-Пищик); С. В. Халютина, М. О. Кнебель, Е. Н. Морес (Шарлотта Ивановна); А. Н. Грибов, В. О. Топорков, Н. И. Дорохин (Епиходов); С. Л. Кузнецов, М. М. Тарханов, А. Н. Грибов, Попов, Н. П. Хмелёв, Н. Ф. Титушин (Фирс); А. Н. Грибов, С. К. Блинников, В. В. Белокуров (Яша).

В 1946 году в фильме Владимира Юренева «Мастера сцены» были показаны отрывки из I и III действий спектакля «Вишнёвый сад» в исполнении артистов МХАТа (Книппер-Чехова — Раневская, В. А. Орлов — Трофимов, Б. Г. Добронравов — Лопахин, А. И. Степанова — Аня, В. И. Качалов — Гаев, Л. М. Коренева — Варя).

#### Другие постановке в СССР
- Ленинградский театр «Комедия» (1926; реж. К. П. Хохлов; Раневская — Грановская, Яша — Харламов, Фирс — Надеждин)
- Нижегородский театр драмы (1929; реж. и исполнитель роли Гаева — Собольщиков-Самарин, худ. К. Иванов; Раневская — Зорич, Лопахин — Муратов, Епиходов — Хованский, Фирс — Левкоев)
- Театр-студия под руководством Р. Н. Симонова (1934; реж. Лобанов, худ. Матрунин); Раневская — А. И. Делекторская, Гаев — Н. С. Толкачёв, Лопахин — Ю. Т. Черноволенко, Трофимов — Е. К. Забиякин, Аня — К. И. Тарасова.
- Воронежский Большой советский театр (1935; реж. и исполнитель роли Гаева — Шебуев, худ. Стернин; Раневская — Данилевская, Аня — Супротивная, Лопахин — Г. Васильев, Шарлотта Ивановна — Мариуц, Фирс — Пельтцер; спектакль показывался в том же году в Москве)
- Ленинградский Большой драматический театр (1940; реж. П. П. Гайдебуров, худ. Т. Г. Бруни; Раневская — Грановская, Епиходов — Сафронов, Симеонов-Пищик — Лариков)
- Театр им. И. Франко (1946; реж. К. П. Хохлов, худ. Меллер; Раневская — Ужвий, Лопахин — Добровольский, Гаев — Милютенко, Трофимов — Пономаренко)
- Ярославский театр (1950, Раневская — Чудинова, Гаев — Комиссаров, Лопахин — Ромоданов, Трофимов — Нельский, Симеонов-Пищик — Свободин)
- Театр им. Я. Купалы, Минск (1951; Раневская — Галина, Фирс — Григонис, Лопахин — Платонов)
- Театр им. Сундукяна, Ереван (1951; реж. Аджемян, худ. С. Арутчян; Раневская — Вартанян, Аня — Мурадян, Гаев — Джанибекиан, Лопахин — Малян, Трофимов — Г. Арутюнян, Шарлотта Ивановна — Степанян, Епиходов — Аветисян, Фирс — Вагаршян)
- Латвийский театр драмы, Рига (1953; реж. Лейманис; Раневская — Клинт, Лопахин — Катлап, Гаев — Видениек, Симеонов-Пищик — Силсниек, Фирс — Яунушан)
- Московский Театр им. Ленинского комсомола (1954; реж. и исполнительница роли Раневской — С. В. Гиацинтова, худ. Шестаков)
- Свердловский театр драмы (1954; реж. Битюцкий, худ. Кузьмин; Гаев — Ильин, Епиходов — Максимов, Раневская — Аман-Дальская)
- Московский Театр им. В. В. Маяковского (1956, реж. Дудин, Раневская — Бабанова)
- Харьковский театр русской драмы (1935; реж. Н. Петров)
- театр «Красный факел» (Новосибирск, 1935; реж. Литвинов)
- Литовский театр драмы, Вильнюс (1945; реж. Даугуветис)
- Иркутский театр (1946),
- Саратовский театр (1950),
- Таганрогский театр (1950, возобновлён в 1960 году);
- Ростовский-на-Дону театр (1954),
- Таллинский русский театр (1954),
- Рижский театр (1960),
- Казанский Большой драм. театр (1960),
- Краснодарский театр (1960),
- Фрунзенский театр (1960)
- В ТЮЗах: Ленгостюз (1950), Куйбышевский (1953), Московский областной (1955), Горьковский (1960) и др.
- 1975 — Театр на Таганке, режиссёр А. В. Эфрос. В главных ролях: Алла Демидова — Раневская, Владимир Высоцкий — Лопахин
- 1976 — «Современник», режиссёр Галина Волчек. В главных ролях: Татьяна Лаврова, Алиса Фрейндлих — Раневская, Игорь Кваша — Гаев, Валентин Гафт — Фирс, Марина Неелова — Аня, Геннадий Фролов — Лопахин
- 1976 — «Вишнёвый сад» (телевизионный спектакль) — режиссёр Леонид Хейфец. В главных ролях: Руфина Нифонтова — Раневская, Иннокентий Смоктуновский — Гаев, Юрий Каюров — Лопахин
- 1982 — Малый театр, режиссёр И. В. Ильинский
- 1984 — Театр Сатиры, режиссёр В. Н. Плучек. В главных ролях: Андрей Миронов — Лопахин, Анатолий Папанов — Гаев
- 1988 — МХАТ им. Горького, режиссёр С. В. Данченко; в роли Раневской Т. В. Доронина
- 1990 — Театр Антона Чехова; в роли Раневской Т. Г. Васильева; в роли Фирса Е. А. Евстигнеев
- 1997 — «Современник», режиссёр Галина Волчек (вторая редакция). В главных ролях: Марина Неелова — Раневская, Лопахин — Сергей Гармаш, Гаев — Игорь Кваша.

### Англия
Театр Сценического общества (1911), «Олд Вик» (1933 и др. годы) в Лондоне, the Sadler’s Wells Theatre (Лондон, 1934, реж. Тирон Гатри, пер. Hubert Butler), Шеффилдский репертуарный театр (1936), Корнуоллский университетский театр (1946), театр Оксфордского драматического общества (1957 и 1958), Ливерпульский театр
- 1962: Королевская шекспировская компания (Стратфорд), режиссёр Майкл Эллиотт. Раневская — Пегги Эшкрофт, Трофимов — Иэн Холм, Гаев — Джон Гилгуд, Аня — Джуди Денч
- 1978: Королевский национальный театр (Лондон), режиссёр Питер Холл. Раневская — Дороти Тутин[англ.], Лопахин — Альберт Финни, Трофимов — Бен Кингсли, Фирс — Ральф Ричардсон.
- 1978: the Riverside Studios (Лондон), режиссёр Питер Джилл
- 2007: The Crucible Theatre, Шеффилд реж. Джонатан Миллер, Раневская — Joanna Lumley.
- 2009: Олд Вик (Лондон), режиссёр Сэм Мендес, адаптация Тома Стоппарда. Раневская — Шинейд Кьюсак, Лопахин— Саймон Расселл Бил, Трофимов — Итан Хоук, Варя — Ребекка Холл

### США
- Нью-йоркский Гражданский репертуарный театр (1928, 1944; режиссёр и исполнительница роли Раневской Эва Ле Галлиенн), Университетские театры в Айове (1932) и Детройте (1941), Нью-йоркский театр 4-й улицы (1955)
- the Lincoln Center for the Performing Arts (1977, Раневская — Айрин Ворт, Дуняша — М. Стрип, реж. Andrei Serban, ; награда Тони за костюмы — Santo Loquasto)
- The Atlantic Theatre Company, 2005 (Tom Donaghy)
- the Mark Taper Forum in Los Angeles, California, 2006; Раневская — Annette Bening, Лопахин — А. Молина, пер. Martin Sherman (Bent); реж. Sean Mathias (Indiscretions)
- 2007 The Huntington Theatre Company (Бостонский университет) пер. Richard Nelson, реж. Nicholas Martin, Раневская — Kate Burton, Шарлотта Ивановна — Joyce Van Patten, Фирс — Dick Latessa.
- Театр Ю, Маунтин Вью, Калифорния, 2016; постановка — Даниэль Хейфец.

### Другие страны
- Германия — Лейпцигский гор. театр (1914 и 1950), «Народная сцена», Берлин (1918), «Берлинская комедия» (1947), Франкфуртский (на Одере) театр (1951), Гейдельбергский театр (1957), Франкфуртский (на Майне) театр (1959), Кассельский театр (2014), Аахенский театр (2016)
- Польша — Городской театр, Краков, 3 ноября 1906 г.
- Франция — театр Мариньи в Париже (1954)
- Постановка в Париже мэтром французского театра Бернаром Собелем трилогии: Антон Чехов «Вишнёвый сад» (1903) — Исаак Бабель «Мария» (1933) — Михаил Волохов «Игра в жмурики» (1989) "Cache-cache avec la mort" [17]
- в Чехословакии — театр в Брно (1905 и 1952), Пражский Национальный театр (191, 1951, 1952), Пражский театр на Виноградах (1945), театр в Остраве (1954), Пражский реалистический театр (1959)
- в Японии — труппа «Кин-дай гэкидзё» (1915), театр об-ва «Сигэки Кекай» (1923), театр «Цукидзе» (1927), труппы «Бунгакудза» и «Хайюдза» (1945) и др.
- Независимый театр в Сиднее (1942); будапештский Национальный театр (1947), Театр Пикколо в Милане (1950), Королевский театр в Гааге (Нидерланды, 1953), Национальный театр в Осло (1953), Софийский Свободный театр (1954), Парижский театр «Мариньи» (1954; реж. Ж.-Л. Барро; Раневская — Рено), Национальный театр в Рейкьявике (Исландия, 1957), Краковский театр «Старый», Бухарестский муниципальный театр (1958), театр Симьенто в Буэнос-Айресе (1958), театр в Стокгольме (1958).
- Италия, Милан, 1974 год — Джоржио Стреллер (Piccolo Teatro di Milano).
- 1981 П. Брук (на французском языке); Раневская — Natasha Parry (жена реж.), Лопахин — Niels Arestrup, Гаев — М. Пикколи. Восстановлена в the Brooklyn Academy of Music (1988).
- 2008 Chichester Festival Theatre Stage (в ролях: Dame Diana Rigg, Frank Finlay, Natalie Cassidy, Jemma Redgrave, Maureen Lipman)
- The Bridge Project 2009, T. Стоппард
- Украина, 1997 год — Черниговский Молодёжный театр. Постановка заслуженного деятеля искусств Украины Г. Касьянова, сценография Л. Ковальчук. Раневская — арт. Ю. Матросова, Лопахин — арт. В. Макар, Гаев — засл.арт. Украины В. Банюк, Шарлотта Ивановна — засл.арт. Украины Л. Веселова, Симеонов-Пищик — засл.арт. Украины А. Быш.
- Украина, 2008 год — Ровенский украинский академический музыкально-драматический театр. Режиссёр — Дмитрий Лазорко. Художник по костюмам — Алексей Залевский. Раневская — нар.арт. Украины Нина Николаева. Лопахин — засл.арт. Украины Виктор Янчук.
- Израиль, 2010 год — Театр Хан (Иерусалим). Перевод — Ривка Мешулах, постановка — Михаэль Гуревич, музыка — Рои Яркони.
- Каталония, 2010 год — Театр Ромеа (Барселона). Перевод — Хулио Манрике, адаптация — Дэвид Мэмет, постановка — Кристина Женебат.
- Украина, 2010 — Театр русской драмы им. Леси Украинки (Киев)
- Италия, 2011 год — Teatro Stabile della Toscana (Prato). Режиссёр Паоло Маджелли[итал.]
- Украина, 2011 год — Днепропетровский театрально-художественный колледж.
- Казахстан, 2014 год — Театр Лермонтова (Алматы)
- Украина, 2014 год — Днепропетровский театрально-художественный колледж, творческая мастерская — Интимный театр.
- Италия, 2014 год — Национальный театр Неаполя (Teatro Stabile di Napoli)
- Украина, 2016 год — Харьковский театр кукол им. Афанасьева. Режиссёр — Заслуженная артистка АРК О. Дмитриева. Художник-постановщик — Наталья Денисова. Раневская — Татьяна Тумасянц, Лопахин — Александр Маркин, Фирс — Алексей Рубинский, Гаев — Вячеслав Гиндин, Симеонов-Пищик — Владимир Горбунов, Епиходов — Геннадий Гуриненко, Варя — Ольга Коваль, Шарлотта Ивановна — Алёна Озерова, Трофимов — Сергей Полтавский, Аня — Александра Медведева, Дуняша — Виктория Мищенко, Яша — Даниил Литвинов.

### В постсоветской России
- 1994 — «Малый драматический театр», реж. Лев Додин, сценография — Эдуард Кочергин; Раневская — Татьяна Шестакова, Аня — Наталья Соколова, Варя — Наталья Акимова, Гаев — Сергей Бехтерев, Лопахин — Игорь Иванов, Трофимов — Сергей Курышев, Симеонов-Пищик — Николай Лавров, Шарлотта Ивановна — Анжелика Неволина, Епиходов — Аркадий Коваль, Дуняша — Мария Никифорова, Фирс — Евгений Лебедев
- 1997 — «Современник», реж. Галина Волчек, сценография — Павел Каплевич и Пётр Кириллов; Раневская — Марина Неёлова, Аня — Мария Аниканова, Варя — Елена Яковлева, Гаев — Игорь Кваша, Лопахин — Сергей Гармаш, Трофимов — Александр Хованский, Симеонов-Пищик — Геннадий Фролов, Шарлотта Ивановна — Ольга Дроздова, Епиходов — Александр Олешко, Дуняша — Дарья Фролова, Фирс — Валентин Гафт — пресса. В 2006 году был снят телеспектакль.
- 2001 — «Театр "У Никитских ворот"», реж. Марк Розовский; Раневская — Галина Борисова, Гаев — Игорь Старосельцев, Петя Трофимов — Валерий Толков, Варя — Ольга Олеговна Лебедева, Фирс — Александр Карпов, Лопахин — Андрей Молотков
- 2003 — Фонд Станиславского (Москва) & «Мено Фортас» (Вильнюс), реж. Э. Някрошюс; Раневская — Людмила Максакова, Варя — Инга Оболдина, Гаев — Владимир Ильин, Лопахин — Евгений Миронов, Фирс — Алексей Петренко — пресса — пресса
- 2004:

 — МХТ имени А. П. Чехова; реж. Адольф Шапиро, Раневская — Рената Литвинова, Гаев — Сергей Дрейден, Лопахин — Андрей Смоляков, Шарлотта — Евдокия Германова, Епиходов — Сергей Угрюмов, Фирс — Владимир Кашпур. — программка, пресса — пресса
 — Российский академический молодёжный театр, реж. Алексей Бородин — пресса
- 2005 — Московский театральный центр «Вишнёвый сад» под руководством Александра Вилькина, реж. Александр Вилькин — пресса
- 2006 — «Московский молодёжный театр Вячеслава Спесивцева». Режиссёр Вячеслав Спесивцев.
- 2009:

 — «Коляда-театр», Екатеринбург. Режиссёр Николай Коляда.
 — «Ленком», реж. Марк Захаров; Раневская — Александра Захарова, Гаев — Александр Збруев, Петя Трофимов — Дмитрий Гизбрехт, Варя — Олеся Железняк, Фирс — Леонид Броневой, Лопахин — Антон Шагин — пресса.
- 2012:

 — Санкт-Петербургский театр «Русская антреприза» имени Андрея Миронова, реж. Юрий Цуркану; Раневская — Нелли Попова, Гаев — Дмитрий Воробьёв, Петя Трофимов — Владимир Крылов/Михаил Драгунов, Варя — Ольга Семёнова, Фирс — Эрнст Романов, Лопахин — Василий Щипицын, Аня — Светлана Щедрина, Шарлотта — Ксения Каталымова, Яша — Роман Ушаков, Епиходов — Аркадий Коваль/Николай Данилов, Дуняша — Евгения Гагарина
 — Пензенский областной драматический театр имени А. В. Луначарского, реж. Сергей Стеблюк; Раневская — Наталья Старовойт, Аня — Анна Арзямова/Елена Пустовалова, Варя — Елена Павлова/Юлия Черемухина, Гаев — Василий Конопатин, Лопахин — Евгений Харитонов, Трофимов — Юрий Землянский, Симеонов-Пищик — Евгений Панов, Шарлотта — Альбина Смелова, Епиходов — Илья Кочетков/Артём Самохин, Дуняша — Анна Гальцева/Анна Тулупова, Фирс — Генрих Вавилов/Михаил Каплан, Яша — Анатолий Громов/Николай Шаповалов, Прохожий — Александр Стешин, Начальник станции — Владислав Матюкин, Почтовый чиновник — Павел Тачков.
 — Нижегородский государственный академический театр драмы имени М. Горького, реж. Валерий Саркисов; Раневская — Ольга Берегова/Елена Туркова, Аня — Дарья Королёва, Варя — Мария Мельникова, Гаев — Анатолий Фирстов/Сергей Кабайло, Лопахин — Сергей Блохин, Трофимов — Александр Сучков, Симеонов-Пищик — Юрий Фильшин/Анатолий Фирстов, Шарлотта — Елена Суродейкина, Епиходов — Николай Игнатьев, Дуняша — Вероника Блохина, Фирс — Валерий Никитин, Яша — Евгений Зерин, Прохожий — Валентин Омётов, Первый гость — Артём Прохоров, Второй гость — Николай Шубяков.
 — МХАТ им. Горького; Раневская — Татьяна Доронина.
- 2013 — Театр АпАРТе («Про Любовь Раневскую», по тексту пьесы «Вишнёвый сад») — Режиссёр — Андрей Любимов; Раневская — Евгения Добровольская, Лопахин — Андрей Любимов/Александр Иванков, Гаев — Михаил Пярн, Симеонов-Пищик — засл.арт. РФ Владимир Воробьёв, Фирс — Анатолий Неронов, Яша — Денис Лапега/Максим Михалёв, Епиходов — Иван Лоскутов/Дмитрий Ефремов, Варя — Лилия Соловьёва, Дуняша — Дарья Десницкая, Аня — Анна Сафронова, Шарлотта — засл.арт. РФ Галина Виноградова, Трофимов — Иван Косичкин, Прохожие — Давид Степанян, Александр Иванков, Роман Морозов.
- 2014 — Малый драматический театр — театр Европы (Санкт-Петербург); реж. Лев Додин; Раневская — Ксения Раппопорт, Аня — Екатерина Тарасова, Варя — Елизавета Боярская, Гаев — Игорь Черневич, Лопахин — Данила Козловский, Трофимов — Олег Рязанцев, Шарлотта — Татьяна Шестакова, Епиходов — Сергей Курышев, Дуняша — Полина Приходько, Фирс — Александр Завьялов, Яша — Станислав Никольский.
- 2015 — Театр «Школа драматического искусства»; реж. Игорь Яцко; Раневская — Людмила Дребнёва, Аня — Анна Литкенс/Регина Хакимова, Варя — Ольга Бондарева/Мария Викторова, Гаев — Игорь Яцко, Лопахин — Кирилл Гребенщиков, Трофимов — Георгий Фетисов, Симеонов-Пищик — Сергей Ганин, Шарлотта — Мария Зайкова, Епиходов — Евгений Поляков, Дуняша — Алиса Рыжова/Дарья Рублёва, Фирс — Олег Охотниченко, Яша — Роман Долгушин, Начальник станции — Игорь Данилов, Почтовый чиновник — Вадим Андреев/Фёдор Леонов, Скрипач — Игорь Корних.
- 2016 — Театр имени Моссовета (Москва) — реж. Андрей Кончаловский; Раневская — Юлия Высоцкая, Аня — Юлия Хлынина/Юлия Бурова, Варя — Галина Боб/Наталия Вдовина, Гаев — Александр Домогаров/Алексей Гришин, Лопахин — Виталий Кищенко, Трофимов — Евгений Ратьков, Симеонов-Пищик — Владимир Горюшин, Шарлотта Ивановна — Лариса Кузнецова, Епиходов — Александр Бобровский, Дуняша — Александра Кузенкина, Фирс — Антон Аносов, Яша — Владислав Боковин, Прохожий — Владимир Прокошин, Начальник станции — Аделина Мнацаканова, Почтовый чиновник — Владимир Прокошин, Воспоминание — Рамуне Ходоркайте/Лили Болгашвили, Музыканты — Геннадий Богданов, Виталий Гриценко, Дмитрий Хавелев, Михаил Фомичёв, Анатолий Дрёмов.
- 2017 — Небольшой драматический театр (Санкт-Петербург) — НДТ Льва Эренбурга; реж. Лев Эренбург; Раневская — Ольга Алабанова, Аня — Екатерина Кукуй, Варя — Анна Шельпякова, Гаев — Дмитрий Честнов, Лопахин — Илья Тиунов, Трофимов — Даниил Шигапов, Епиходов — Михаил Тараканов, Дуняша — Нина Малышева, Фирс — Сергей Уманов, Яша — Александр Белоусов, Прохожий — Константин Шелестун.
- 2020 — Покачёвский театр-студия «INDIGO» («Раневская» по мотивам пьесы А. П. Чехова «Вишнёвый сад» — реж. Александр Самсонов; Раневская — Таисия Калачева, Аня — Софья Герман, Варя — Полина Табурцова, Гаев — Марат Кабиров, Лопахин — Александр Самсонов, Трофимов — Лев Анисимов, Дуняша — Анастасия Фещенко, Фирс — Анатолий Селявко
- 2020 — проект ПОСТРЕАЛИЗМ (Санкт-Петербург) — («Сад с Вишнями» художественный эксперимент в социальной сети, спектакль длился 10 суток — реж. Шулякова Кристина) Раневская — Ксения Попова-Пендерецкая, Аня — Настя Лёд, Варя — Дарья Змерзлая, Гаев — Генна Сорокин, Лопахин — Дехиар Гусев, Трофимов — Алексей Артёмов, Дуняша — Марина Камалова, Фирс — Ева Ив, Яша — Тимофей Чернышёв, Шарлотта Ивановна — Анна Румянцева, Борис Борисович —Леонид Филиппов, композитор Петр Тучков, альбом Сад с Вишнями) [значимость факта?].
- 2021 — Театр на Таганке («Вишнёвый сад. Комедия») — реж. Юрий Муравицкий; Раневская — Ирина Апексимова, Аня — Дарья Верещагина/Патя Кибедова, Варя — Инна Сухорецкая, Гаев — Александр Резалин, Лопахин — Алексей Гришин, Трофимов — Олег Соколов, Симеонов-Пищик — Сергей Ушаков, Шарлотта Ивановна — Любовь Селютина, Епиходов — Роман Колотухин, Дуняша — Надежда Флёрова, Фирс — Сергей Векслер, Яша — Антон Ануров/Павел Левкин, Прохожий — Роман Колотухин, музыкальное сопровождение — Максим Трофимчук

## Экранизации
- 1936 — первая экранизация — 桜の園 (Sakura no sono) «Вишнёвый сад» Японская Империя. Директор и режиссёр — Минора Мурата[англ.] 村田実, роль Раневской сыграла популярнейшая в Японии в 30-е годы актриса Тиэко Хигасияма. Студия Shinko 16 мая 1936[18]
- 1947 — Вишнёвый сад / The Cherry Orchard (ТВ) (Великобритания),
- 1958 — Вишнёвый сад / The Cherry Orchard (ТВ) (Великобритания), режиссёр Харольд Клейтон (сериал Телевизионный всемирный театр): Раневская — Нора Суинбёрн
- 1959 — Вишнёвый сад (США) (ТВ) реж. Даниэль Петри[англ.], (сериал «Спектакль недели»); Раневская — Хелен Хейс, Лопахин — Э. Г. Маршалл, Аня — Сьюзан Страсберг, Варя — Пегги Маккэй.
- 1959 — Вишнёвый сад (Der Kirschgarten) (ТВ) (ФРГ), режиссёр Хайнц Хилперт[нем.]
- 1962 — Вишнёвый сад / The Cherry Orchard (ТВ), (Великобритания), режиссёр Майкл Эллиот[англ.]: Гаев — Дж. Гилгуд, Аня — Дж. Денч, Трофимов — И. Холм
- 1963 — Вишнёвый сад / Der Kirschgarten (ТВ) (ГДР), режиссёр Вольфганг Хайнц
- 1963 — Вишнёвый сад / De kersentuin (ТВ) (Нидерланды), режиссёр Вилли ван Хемерт[англ.]
- 1966 — Вишнёвый сад / Der Kirschgarten (ТВ) (ФРГ), режиссёр Петер Цадек
- 1966 — Вишнёвый сад / La cerisaie (ТВ) (Франция), режиссёр Жан-Поль Сасси[фр.]
- 1969 — Вишнёвый сад / El jardín de los cerezos (ТВ) (Испания), режиссёр Альберто Гонсалес Вергель[англ.]
- 1970 — Вишнёвый сад / Körsbärsträdgården (ТВ) (Швеция), режиссёр Эрнст Гюнтер[швед.]
- 1970 — Вишнёвый сад / Der Kirschgarten (ТВ) (ФРГ), режиссёр Рудольф Нольте[нем.]
- 1971 — Вишнёвый сад / The Cherry Orchard (ТВ) (Великобритания), режиссёрСедрик Мессина[англ.] (сериал BBC Пьеса месяца). В ролях: Селия Джонсон — Раневская; Эдвард Вудворд — Лопахин; Дженни Эгаттер — Аня; Джемма Джонс — Варя
- 1972 — Вишнёвый сад / La cerisaie (ТВ) (Франция), режиссёр (Франция), режиссёр Стеллио Лоренци[фр.]
- 1973 — Вишнёвый сад / Kirsebærhaven (ТВ) (Норвегия), режиссёр Жан Булл[норв.]. В главных ролях: Лисе Фьельстад, Ларс Андреас Ларсен и др.
- 1973 — Вишнёвый сад (фильм / O Pomar das Cerejeiras (ТВ) (Португалия), режиссёр Руи Ферран
- 1974 — Вишнёвый сад / The Cherry Orchard (ТВ) (Австралия), режиссёр Дэвид Звек, в главных ролях: Гуги Уизерс, Фрэнк Тринг и др.
- 1976 — Вишнёвый сад (ТВ) (СССР), режиссёр Леонид Хейфец. В ролях: Руфина Нифонтова — Раневская, Елена Коренева — Аня; Тамара Торчинская — Варя; Иннокентий Смоктуновский — Гаев; Юрий Каюров — Лопахин; Эдуард Марцевич — Трофимов; Наталья Вилькина — Шарлотта Ивановна; Евгений Буренков — Симеонов-Пищик; Наталья Гундарева — Дуняша; Валерий Носик — Епиходов; Николай Сергеев — Фирс; Виталий Соломин — Яша
- 1978 — Вишнёвый сад / Il giardino dei ciliegi (ТВ) (Италия), режиссёр Карло Баттистони. В ролях: Валентина Кортезе — Раневская; Моника Гуэрриторе — Аня
- 1978 — Вишнёвыйсад / El jardín de los cerezos (Мексика), режиссёр Гонсало Мартинес Ортега[исп.]
- 1979 — Вишнёвый сад (ТВ) (Венгрия), режиссёр Карой Эстергайош
- 1981 — Вишнёвый сад / The Cherry Orchard(ТВ) (Великобритания), режиссёр Ричард Эйр, в главных ролях: Джуди Денч, Билл Патерсон и др.
- 1981 — Вишнёвый сад / La cerisaie (ТВ) (Франция), режиссёр Питер Брук В ролях: Наташа Пэрри — Раневская; Нильс Ареструп — Лопахин; Анн Косиньи — Аня; Катрин Фро — Дуняша; Мишель Пикколи — Гаев
- 1983 — Вишнёвый сад (ТВ) (СССР) (телеспектакль в постановке Государственного академического Малого театра СССР), режиссёры Игорь Ильинский, Борис Конухов. В ролях: Татьяна Еремеева —Раневская; Елена Цыплакова — Аня; Людмила Пирогова — Варя; Николай Анненков — Гаев; Виктор Коршунов — Лопахин; Валери Бабятинский — Пётр Трофимов; Николай Рыжов — Симеонов-Пищик; Генриетта Егорова — Шарлота Ивановна; Игорь Ильинский — Фирс
- 1987 — Вишнёвый сад / O Jardim das Cerejas (ТВ) (Португалия)
- 1992 — Вишнёвый сад (ТВ) (Россия) (телеспектакль в постановке Московского «Театра Антона Чехова» с участием приглашённых артистов из других театров). В ролях: Татьяна Васильева — Раневская; Ирина Цывина — Аня; Николай Волков (младший) — Гаев; Николай Стоцкий — Петя Трофимов; Евгений Евстигнеев — Фирс
- 1992 — Черешневый сад / Il giardino dei ciliegi (Италия), режиссёр Антонелло Аглиоти[исп.] (по мотивам пьесы А. П. Чехова «Вишнёвый сад»)
- 1993 — Вишнёвый сад — режиссёр Анна Чернакова В главных ролях: Татьяна Лаврова — Раневская, Александр Феклистов — Лопахин; Владлен Давыдов — Гаев; Александр Граве — Фирс
- 1999 — Вишнёвый сад / La Cerisaie (Греция, Кипр, Франция), режиссёр Михалис Какоянис. В главных ролях: Ш. Рэмплинг — Раневская, Алан Бейтс — Гаев.
- 2002 — Дом у озера / Wekande Walauwa (Шри-Ланка), режиссёр Лестер Джеймс Перьес[англ.] (по пьесе «Вишнёвый сад»)
- 2006 — Вишнёвый сад (ТВ) (Россия) (телеспектакль актёров театра «Современник»), режиссёр Галина Волчек. В ролях: Раневская — Марина Неёлова, Аня — Мария Аниканова, Варя — Елена Яковлева, Гаев — Игорь Кваша, Лопахин — Сергей Гармаш, Трофимов — Александр Хованский, Симеонов-Пищик — Геннадий Фролов, Шарлотта Ивановна — Галина Петрова, Епиходов — Александр Олешко, Дуняша — Дарья Фролова, Фирс — Владислав Пильников, Яша — Валерий Шальных
- 2006 — Вишнёвый сад / El jardín de los cerezos (ТВ) (Испания), режиссёр Мануэль Арман
- 2008 — Сад — реж.: Сергей Овчаров. В главных ролях: Анна Вартаньян — Раневская

## Переводы
Армянский (А. Тер-Аванян), азербайджанский (Нигяр), грузинский (Ш. Дадиани), украинский (П. Панч), эстонский (Э. Раудсепп), молдавский (Р. Портнов), татарский (И. Гази), чувашский (В. Алагер), алтайский язык (Н. Кучияк), иврит (Ривка Мешулах) и др.
Переводилась и издавалась на языках: немецком (Мюнхен — 1912 и 1919, Берлин — 1918), английском (Лондон — 1912, 1923, 1924, 1927, Нью-Йорк, 1922, 1926, 1929 и Нью-Хейвен — 1908), французском (1922), китайском (1921), хинди (1958), индонезийском (Р.Тинас в 1972) и других.

## Влияние
Именно в честь Любови Раневской из «Вишнёвого сада» взяла себе псевдоним Фаина Фельдман.
В фильме «Криминальная фишка от Генри» 2011 г. главные герои участвуют в театральной постановке «Вишнёвого сада» в одном из бродвейских театров. Герой Киану Ривза играет Лопахина, а героиня Веры Фармиги — Раневскую.